# روح‌الله رحمانی
روح‌الله رحمانی (زاده ۱۹ شهریور ۱۳۱۳ - کاشان) دونده اهل ایران بوده است.
وی در بازی‌های المپیک تابستانی ۱۹۶۰ در رشته پرش سه‌گام در مرحله مقدماتی با پرش ۱۴/۷۰ متر از دور مسابقات حذف شد.